# Amt Friedrichsthal
Das Amt Friedrichsthal war ein königlich-preußisches Amt mit Sitz im Ort Friedrichsthal (bis 1697 hieß der Ort Grabsdorf). Friedrichsthal ist heute ein Ortsteil der Stadt Oranienburg im Landkreis Oberhavel (Brandenburg). Das Amt wurde 1745 durch Abspaltung aus dem Amt Oranienburg gebildet und hieß zunächst Amt Zehlendorf. Nachdem 1763 der Amtssitz in Zehlendorf (einem Ortsteil der Stadt Oranienburg) abgebrannt war, wurde der Amtssitz noch im selben Jahr nach Friedrichsthal verlegt und das Amt 1767 in Amt Friedrichsthal umbenannt. 1819 wurde das Amt aufgelöst. Die Amtsdörfer und Vorwerke wurden auf die Ämter Oranienburg, Alt Ruppin, Liebenwalde und Vehlefanz verteilt.

## Geographische Lage
Das Gebiet des Amtes lag nicht zusammenhängend östlich und nördlich von Oranienburg, im Landkreis Oberhavel (Brandenburg). Südlich und westlich schloss sich das Amt Oranienburg an. Nördlich und östlich lag das Amt Liebenwalde.

## Geschichte und zugehörige Dörfer
Die Geschichte des Amtes Friedrichsthal beginnt im Grunde mit der Herrschaft Bötzow. Diese kleine Herrschaft entstand aus dem Burgbezirk einer um 1200 errichteten askanischen Burg am westlichen Havelufer. Südlich davor entstand vermutlich aus einer slawischen Siedlung die Stadt Bötzow. Die Burg und auch die Befestigung um die kleine Stadt wurde im 16. Jahrhundert abgerissen. Zur Burg gehörte ein Burgbezirk, der unter der Gerichtsbarkeit des Burgvogtes stand. Sie war von 1350 bis 1376 im Lehnsbesitz der Grafen von Lindow-Ruppin. 1402 wurde sie von Pommern und den Ruppinern erobert. 1404 wurde sie durch Dietrich v. Quitzow zurückerobert und dem W. v. Holzendorf überlassen. 1414 entzog Friedrich I. dem v. Holzenburg die Burg wegen dessen Unterstützung der Quitzows. 1421 war die Burg im (Pfand-?)Besitz der v. Arnim, 1429 wurde sie den v. Arnims erneut verpfändet. 1439 wurde sie den v. Bredows verpfändet, 1466 war sie im Pfandbesitz des Grafen Günther von Mühlingen. Erst 1485 konnte sie Kurfürst Johann Cicero endgültig zurückerwerben; er wandelte den Besitz in ein landesherrliches Amt um. Sehr wahrscheinlich ist das Amtsgebiet aber nur noch ein Teil des ursprünglichen Burgbezirks. 1650 verlieh Kurfürst Friedrich Wilhelm (der „Große Kurfürst“) das Amt seiner Frau Luise Henriette von Oranien, die 1652 das Schloss Bötzow um- und ausbauen ließ, und es in Oranienburg umbenannte. Daraufhin änderte auch die Stadt Bötzow 1653 ihren Namen in Oranienburg um, und auch das Amt Bötzow wurde in Amt Oranienburg umbenannt. 1745 wurde von diesem großen Amt zwei kleinere Ämter abgespalten, das Amt Bötzow mit Sitz im früheren Kotzeband (das 1694 den Namen Bötzow angenommen hatte) und das Amt Zehlendorf mit Sitz in Zehlendorf. 1763 brannte dort der Amtssitz ab und der Amtssitz wurde zunächst wohl interimsweise nach Friedrichsthal verlegt. 1767 erfolgte die Umbenennung in Amt Friedrichsthal; der alte Amtssitz in Zehlendorf wurde nicht wieder aufgebaut. 1809 wurde das Amt den Kur- und Neumärkischen Ständen verkauft; 1816 konnte es von der Bezirksregierung in Potsdam zurückgekauft werden.
1819 wurde das Amt Friedrichsthal aufgelöst. Die zugehörigen Dörfer kamen z. T. an das Amt Oranienburg zurück, andere Teile gingen an die Ämter Alt Ruppin, Liebenwalde und Vehlefanz.
- Beetz (heute ein Ortsteil der Stadt Kremmen). Schon vor 1397 gehörte der Ort mit Zubehör der Familie v. Redern. 1654 veräußerten sie drei Viertel des Dorfes an das Amt Oranienburg. 1745 ging es an das Amt Zehlendorf (ab 1767 Amt Friedrichsthal genannt) und nach dessen Auflösung 1819 an das Amt Vehlefanz. 1834 fanden diese drei Viertel wieder ihren Weg zurück an das Amt Oranienburg.
- Bernöwe (heute ein Wohnplatz der Stadt Oranienburg). Der Ort gehörte bereits vor 1350 zur Burg Bötzow (später Schloss Bötzow), von der er an das Amt Bötzow (bzw. ab 1652 Amt Oranienburg) gelangte. Bei der Verkleinerung des Amtes Oranienburg 1745 wurde er geteilt, ein Teil verblieb beim Amt Oranienburg, ein anderer Teil ging an das Amt Zehlendorf (ab 1767 Amt Friedrichsthal genannt), und nach dessen Auflösung 1819 ging der Friedrichsthal'sche Anteil an das Amt Liebenwalde.
- Buberow. Das Dorf war schon vor 1438 in den Besitz des Klosters Lindow gekommen. 1541 wurde das Kloster säkularisiert und die Klosterbesitzungen kamen zum Amt Lindow. 1765 wurde es nach Auflösung des Amtes Lindow in das Amt Zehlendorf eingegliedert, und 1819 nach Auflösung des Amtes Friedrichsthal wurde es dem Amt Alt Ruppin zugeordnet. 1846 trat das Amt den Ort an das Amt Zehdenick ab.
- Freienhagen. 1753 wurde auf dem Gebiet des Amtes Zehlendorf (später umbenannt in Amt Friedrichsthal) die Kolonie und das Erbpachtvorwerk Freienhagen angelegt. Mit Auflösung des Amtes Friedrichsthal 1819 kam Freienhagen an das Amt Oranienburg.
- Friedrichsthal (heute ein Ortsteil der Stadt Oranienburg). Das mittelalterliche Dorf hieß ursprünglich Grabsdorf. Erst 1701 erhielt es den heutigen Namen. Das einstige Runddorf war schon vor 1350 im Besitz der Burg bzw. des Schlosses Bötzow und kam 1485 mit der Herrschaft Bötzow an das Amt Bötzow. Im 17. Jahrhundert entstand aus dem Schulzengut eine Meierei. 1691 bis 1697 ließ der damalige Kurfürst Friedrich III. ein Lust- und Jagdschloss und einige Häuser für Bedienstete errichten. 1697 erfolgte auch die Umbenennung in Friedrichsthal.[2] 1701 kaufte der Kurfürst, nun als König in Preußen Friedrich I. das Dorf aus, d. h., er nötigte alle Bauern und Kossäten zum Verkauf und legte das Land zur Meierei. Damals wurde bereits 112 Milchkühe gehalten. 1745 wurde es dem Amt Zehlendorf zugeordnet. 1752 wurden im nun bereits verfallenen Schloss bzw. in den Kavaliershäusern 20 Kolonistenfamilien aus der Schweiz angesetzt. 1763 brannte der Amtssitz in Zehlendorf ab und wurde in das Schloss Friedrichsthal verlegt. 1767 erfolgte auch die Umbenennung in Amt Friedrichsthal. Nach der Auflösung des Amtes Friedrichsthal 1819 ging Friedrichsthal zurück an das Amt Oranienburg. Das Vorwerk Friedrichsthal sollte am 5. April 1819 verkauft oder vererbpachtet werden.[3] Es hatte damals 9 Morgen 84 QR Gärten, 633 Morgen, 33 QR Äcker, 275 Morgen, 42 QR Wiesen, 22 Morgen, 66 QR Mäschen im Acker sowie 56 Morgen 49 QR unbrauchbares Land. Dazu gehörte ein bequeme, in schönem Stil erbautes Wihnhaus.[3]

- Friedrichthalsche Glashütte (heute ein Wohnplatz im Ortsteil Sachsenhausen der Stadt Oranienburg). 1790 war die Friedrichsthaler Glashütte durch Verlegung der Altglobsower Glashütte eingerichtet worden. 1819 kam er zum Amt Oranienburg. 1830 wurde die Glashütte (einschließlich der Polizeigewalt) verkauft. 1842 ging die Hütte ein. Später entstand daraus entstand ein Gutsbezirk, der um 1900 nach Sachsenhausen eingemeindet wurde. Seit etwa 1950 wird der Ort nur noch als Glashütte bezeichnet.
- Glambeck (heute ein Ortsteil der Gem. Löwenberger Land). 1348 war Glambeck noch ein Dorf, fiel bald darauf wüst und wurde nicht wieder besiedelt. 1574 wurde die wüste Feldmark von den Bauern der Nachbarorte genutzt. Die Feldmark gehörte schon vor 1530 dem Kloster Lindow und kam 1541 zum Amt Lindow. Die Feldmark wurde 1690 mit 10 schweizerischen Familien besetzt und das Dorf wieder aufgebaut. Nach der Auflösung des Amtes Lindow 1765 wurde es dem Amt Zehlendorf angegliedert. Bei der Auflösung des Amtes Friedrichsthal kam Glambeck 1819 zum Amt Alt Ruppin.
- Grieben (heute ein Ortsteil der Gemeinde Löwenberger Land). Das Dorf gehörte schon vor 1438 zum Kloster Lindow. 1541 bis 1765 wurde es vom Amt Lindow verwaltet, 1765 kam es zum Amt Zehlendorf. Nach Auflösung des Amtes Friedrichsthal 1819 wurde es dem Amt Alt Ruppin zugeordnet.
- Hohenbruch (heute ein Ortsteil der Stadt Kremmen). 1701 war der Hohe und der Lege Bruch eine Holzung des Amtes Oranienburg. Zwischen 1711 und 1716 wurde hier eine Kolonie von 18 Familien aus der Schweiz durch Oberjägermeister v. Hertefeld im Königlichen Neuholländer Forst angelegt. 1745 kam der neue Ort, der 1757 bereits 260 Einwohner hatte zum Amt Zehlendorf. Als das Amt Friedrichsthal 1819 aufgelöst wurde, wurde Hohenbruch dem Amt Vehlefanz angegliedert. 1834 kam der Ort bei Auflösung des Amtes Vehlefanz wieder zum Amt Oranienburg.
- Schleuse Hohenbruch (1817: Hohenbrucher Schleuse) (heute ein Wohnplatz im Ortsteil Hohenbruch der Stadt Kremmen). 1788 wurde hier ein Schleusenwärterhaus angelegt.
- Johannisthal (heute ein Gemeindeteil von Hohenbruch, einem Ortsteil der Stadt Kremmen). Das Etablissement wurde um 1800 auf Amtsgebiet angelegt. Bei der Auflösung des Amtes Friedrichsthal kam der Ort zunächst zum Amt Vehlefanz, 1834 zum Amt Oranienburg.
- Malz (heute ein Ortsteil der Stadt Oranienburg). 1704 wurden in einer Holzung, die bereits 1350 zur Burg bzw. Schloss Bötzow gehörte, dann 1485 zum Amt Bötzow (ab 1652 Amt Oranienburg) gehörte, 5 Holzhauer neben einem Teerofen angesetzt. Ab 1714 wurden Kolonistenfamilien auf der Malz angesetzt. Allerdings scheinen diese den Ort wieder verlassen zu haben. 1745 kam der Ort zum Amt Zehlendorf. 1751 erfolgte ein neuer Versuch durch die Ansiedlung von 14 Büdnerfamilien. 1753/4 erfolgte nahebei die Errichtung von 3 Etablissements auf der Unter-Malz. 1819 mit Auflösung des Amtes Friedrichsthal kam Malz wieder zum Amt Oranienburg.
- Nassenheide (heute ein Ortsteil der Gemeinde Löwenberger Land). 1428 vereignete Markgraf Johann dem Kloster Zehdenick das Dorf Nassenheide mit Ausnahme der Dienste, die zur Neuen Mühle gingen.[4] Die Dienste der Bauern waren (zumindest später) an das Schloss Bötzow zu leisten. 1437 befreite Markgraf Friedrich II. die Bewohner des Dorfes Nassenheide für die Zeit des Wiederaufbaus von allen Diensten.[5] Ab 1541/51 wurde das Dorf vom Amt Zehdenick verwaltet. 1652 kam das Dorf zum Amt Bötzow/Oranienburg. Bei der Abspaltung der Ämter Zehlendorf und Bötzow wurde es dem Amt Zehlendorf zugeordnet, das ab, 1767 Amt Friedrichsthal hieß. Nach der Auflösung dieses Amtes kam es 1819 wieder an das Amt Oranienburg.
- Neuholland (heute ein Ortsteil der Stadt Liebenwalde). Ab 1659 wurde das Sumpfgebiet westlich von Liebenwalde von klevisch-niederländischen Kolonisten besiedelt. 1705 wurde der Ort von den v. Hertefeld an den Kurfürsten verkauft, der es unter die Verwaltung des Amtes Oranienburg stellte. Das Amt Oranienburg trat den Ort 1765 an das Amt Zehlendorf bzw. Friedrichsthal ab. Nach der Auflösung des Amtes Friedrichsthal wurde es dem Amt Liebenwalde zugeordnet.
- Rehmate (heute ein Wohnplatz im Ortsteil Zehlendorf der Stadt Oranienburg). Vermutlich bereits vor 1745 wurde auf der Gemarkung Zehlendorf an der Grenze zu Kreuzbruch und Stolzenhagen ein Forsthaus errichtet. 1819 kam es nach Auflösung des Amtes Friedrichsthal zum Amt Liebenwalde.
- Sarnow (heute in Germendorf aufgegangen, oder verschwunden). 1801 stand in Sarnow, unweit Quaden-Germendorf ein Teerofen mit 2 Einliegerhäuser.
- Schmachtenhagen (heute ein Ortsteil der Stadt Oranienburg). Der Ort gehörte schon vor 1350 zur Burg bzw. Schloss Bötzow und ab 1485 zum Amt Bötzow, dem späteren Amt Oranienburg. Bei der Aufteilung dieses Amtes 1745 kam Schmachtenhagen zum Amt Zehlendorf. 1819 bei der Auflösung des Amtes fiel es zurück an das Amt Oranienburg. Nach Fidicin hatte das Amt Liebenwalde auch in Schmachtenhagen gewisse Rechte gehabt.
- Schweizerhütte (heute ein Wohnplatz im Ortsteil Malz der Stadt Oranienburg). 1701 wurde hier ein Vorwerk und Milchbude angelegt. Die Lokalität gehörte damals noch zum Amt Oranienburg, 1745 zum Amt Zehlendorf und 1819 wieder zurück zum Amt Oranienburg.
- Sommerfeld (heute ein Ortsteil der Stadt Kremmen). Das Dorf war 1242 im Besitz des Klosters Lehnin. 1318 wurde es vom Markgrafen Waldemar als Entschädigung für erlittene Kriegsschäden dem Kloster Himmelpfort übereignet. Mit den Klosterbesitzungen kam es zunächst zur Herrschaft Badingen und Himmelpfort und 1727 an das Amt Badingen. 1759 wurde es dem Amt Zehlendorf unterstellt. Im 16. und 17. Jahrhundert hatten auch die v. Redern etliche Dienste und Hebungen in Sommerfeld, die 1655 an das Amt Oranienburg, 1759 an das Amt Zehlendorf übergingen. Nach der Auflösung des Amtes Friedrichsthal war es von 1819 an zunächst dem Amt Vehlefanz zugeordnet, bevor es 1834 wieder zum Amt Oranienburg kam.
- Vorwerk Beetzer Wall (Ortsteil von Fehrbellin). Um oder vor 1624 war auf dem Wall  (1567: Borgwall genannt) eine Schäferei entstanden, die der Familie v. Redern gehörte. 1654 verkauften sie die Schäferei an das Amt Oranienburg. 1745 ging sie an das Amt Zehlendorf, 1819 mit der Auflösung des Amtes an das Amt Vehlefanz. Nach der Auflösung dieses Amtes 1834 wurde Wall bis 1872 vom Amt Oranienburg verwaltet.
- Wittenberg (Wittenberge) (heute ein Wohnplatz im Ortsteil Schmachtenhagen der Stadt Oranienburg). 1752 beantragte der Oranienburger Bürger Müller die Baugenehmigung für ein Etablissement bei dem Wittenberg. 1775 wird das Etablissement als Holzwärterhaus bezeichnet. 1801 standen bereits 2 Häuser dort.
- Zehlendorf (heute ein Ortsteil der Stadt Oranienburg). 1651 veräußerten die v. Götze den Ort an das Amt Bötzow, das nur wenig später in Amt Oranienburg umbenannt wurde. 1608 gab es drei Adelssitze im Ort. Bei der Abtrennung von zwei neuen Ämtern vom Amt Oranienburg 1745 wurde in Zehlendorf ein neuer Amtssitz eingerichtet. Der Amtssitz brannte 1763 ab und wurde nach Friedrichsthal verlegt. Merkwürdigerweise hatte auch das Amt Spandau noch Hufenzins von vier Hufen im Ort. 1723/30 zog auch das Amt Liebenwalde einen Wiesenzins von 34 Leuten aus Zehlendorf ein. Nach der Auflösung des Amtes Friedrichsthal kam Zehlendorf an das Amt Liebenwalde.

## Amtleute
- 1770 Amtmann Hagemann
- 1775 Ernst Gottfried Kienitz, Kriegsrat[6]
- 1796 Amtmann Kienitz
- 1809 Amtmann Kienitz[7]
- 1818 Kienitz, Beamter[8]